# Crocifissione (Perugino Uffizi)
La Crocifissione è un dipinto a olio su tavola (203x180 cm) di Pietro Perugino, databile al 1483-1495 circa e conservata nella Galleria degli Uffizi a Firenze.

## Storia
L'opera venne dipinta per la chiesa del convento di San Giusto alle mura dei frati Ingesuati, assieme alla Pietà e a un'Orazione nell'orto. Vasari vide queste tavole e le descrisse sugli altari laterali della chiesa che, come è noto, venne distrutta nel 1529 per l'assedio di Firenze. I tre dipinti vennero portati dai frati nella loro nuova sede del convento di San Giovanni Battista della Calza presso Porta Romana. Dopo le soppressioni subì vari trasferimenti fino a venire acquistata dagli Uffizi nel 1904 per trentamila lire.
La datazione è incerta, come anche l'attribuzione: Venturi e Schmarsow parlarono di un allievo del Perugino, mentre il resto della critica si è divisa tra il solo Perugino o il Perugino in collaborazione col Signorelli; la datazione oscilla tra periodi molto precisi (1470-1478) agli anni ottanta/novanta, in relazione alle altre tre tavole per gli Ingesuati.
Recentemente, tuttavia, è stata individuata, sul bordo della veste della Maddalena, una firma nascosta ("criptofirma") di Luca Signorelli, preceduta dalla data 1480.

## Descrizione e stile
La scena mostra il Cristo sulla croce che si staglia sul cielo azzurrino tra due quinte di rocce digradanti dove si trovano una serie di santi. Da sinistra si vedono san Girolamo in posizione preminente verso lo spettatore (era infatti l'ispiratore degli Ingesuati), san Francesco, Maria Maddalena che tocca i piedi di Cristo, il beato Giovanni Colombini e san Giovanni Battista, protettore di Firenze. Ai piedi della croce si vede il cappello cardinalizio di Girolamo, gettato a terra a significare la sua rinuncia agli onori terreni.
La scena è caratterizzata da un chiaroscuro piuttosto incisivo, con una luce forte, quasi tagliente, che genera lunghe ombre sul pavimento, avvicinabile allo stile del giovane Perugino nella fase "verrocchiesca" o al Signorelli. Il paesaggio invece rimanda allo stile tipico del pittore umbro, con una serie di monti e colli punteggiati da esili alberi fronzuti, che digrada tonalmente in lontananza secondo le regole della prospettiva aerea, rendendo lo spazio estremamente ampio e profondo.